# Comuna Babușkî, Ciudniv
Babușkî (în ucraineană Бабушківська сільська рада) este o comună în raionul Ciudniv, regiunea Jîtomîr, Ucraina, formată din satele Babușkî (reședința), Dațkî și Measkivka.

## Demografie
Componența lingvistică a comunei Babușkî
     Ucraineană (98,32%)
     Rusă (1,56%)
     Alte limbi (0,12%)
Conform recensământului din 2001, majoritatea populației comunei Babușkî era vorbitoare de ucraineană (98,32%), existând în minoritate și vorbitori de rusă (1,56%).